# 西名寄駅

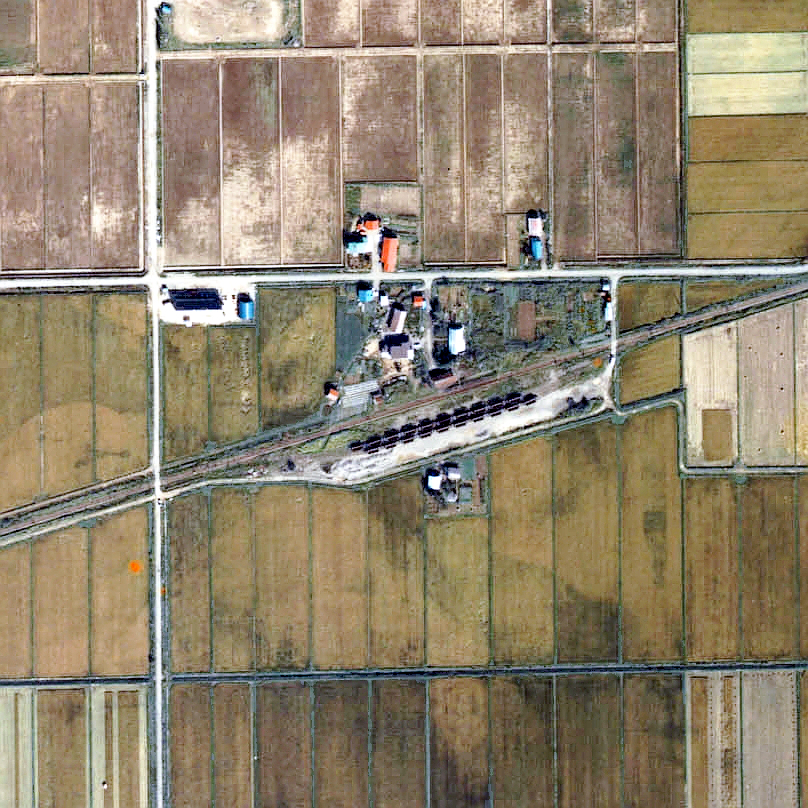
1977年の西名寄駅と周囲約500m範囲。右が名寄方面。貨物用の側線を2本持っているのが良く判る。

西名寄駅（にしなよろえき）は、北海道（上川支庁）名寄市曙にかつて設置されていた、北海道旅客鉄道（JR北海道）深名線の駅（廃駅）である。事務管理コードは▲121416。

## 歴史
- 1937年（昭和12年）11月10日 - 鉄道省名雨線の名寄駅 - 初茶志内駅（後の天塩弥生駅）間開通に伴い、開業[3][4]。一般駅[1]。
- 1941年（昭和16年）10月10日 - 路線名を深名線に改称し、それに伴い同線の駅となる。
- 1949年（昭和24年）6月1日 - 公共企業体である日本国有鉄道に移管。
- 1960年（昭和35年）9月15日 - 貨物・荷物の取り扱いを廃止[1][5]。
- 1961年（昭和36年）4月1日 - 無人駅化[5]。
- 1987年（昭和62年）4月1日 - 国鉄分割民営化により、JR北海道に継承[1]。
- 1995年（平成7年）9月4日 - 深名線の全線廃止に伴い、廃駅となる[6]。

### 駅名の由来
名寄市の西方に位置することから。

## 駅構造
廃止時点で、1面1線の単式ホームを有する地上駅であった。ホームは線路の北側（名寄方面に向かって左手側）に存在した。分岐器を持たない棒線駅となっていた。かつては2面2線の相対式ホームを有する、列車交換可能な交換駅であった。使われなくなった1線は、交換設備運用廃止後は撤去された。そのほか、本線から構内南側に分岐する貨物側線を3線有していた。この貨物側線は木材運搬に使用され、1983年（昭和58年）4月時点では分岐器が深川方、名寄方の両方向とも維持されていた形で2線が残存していたが、1993年（平成5年）までに撤去された。
無人駅となっていたが、有人駅時代の木造駅舎が改築されて残っていた。駅舎は構内の北側に位置し、ホーム西側とを結ぶ通路で連絡した。駅舎は無人化後縮小され、待合室部分のみの間口の狭い建物となっていた（1983年（昭和58年）時点ではこの形状）。

## 停車列車
廃止直前で当駅を含む朱鞠内駅 - 名寄駅間は3往復が運行されていたが、当駅に停車するのは下り（名寄方面）列車が3本中2本、上り（朱鞠内方面）列車が3本中1本のみで、他の3本は当駅に停車せず通過していた。

## 利用状況
- 1992年度（平成4年度）の1日当たりの乗降客数は2人[7]。

## 駅周辺
民家は少なく、周囲は休耕田が目立っていた。
- 北海道道798号西風連名寄線
- 天塩川[10]
- ジェイ・アール北海道バス深名線「稲川商店前」停留所

## 駅跡

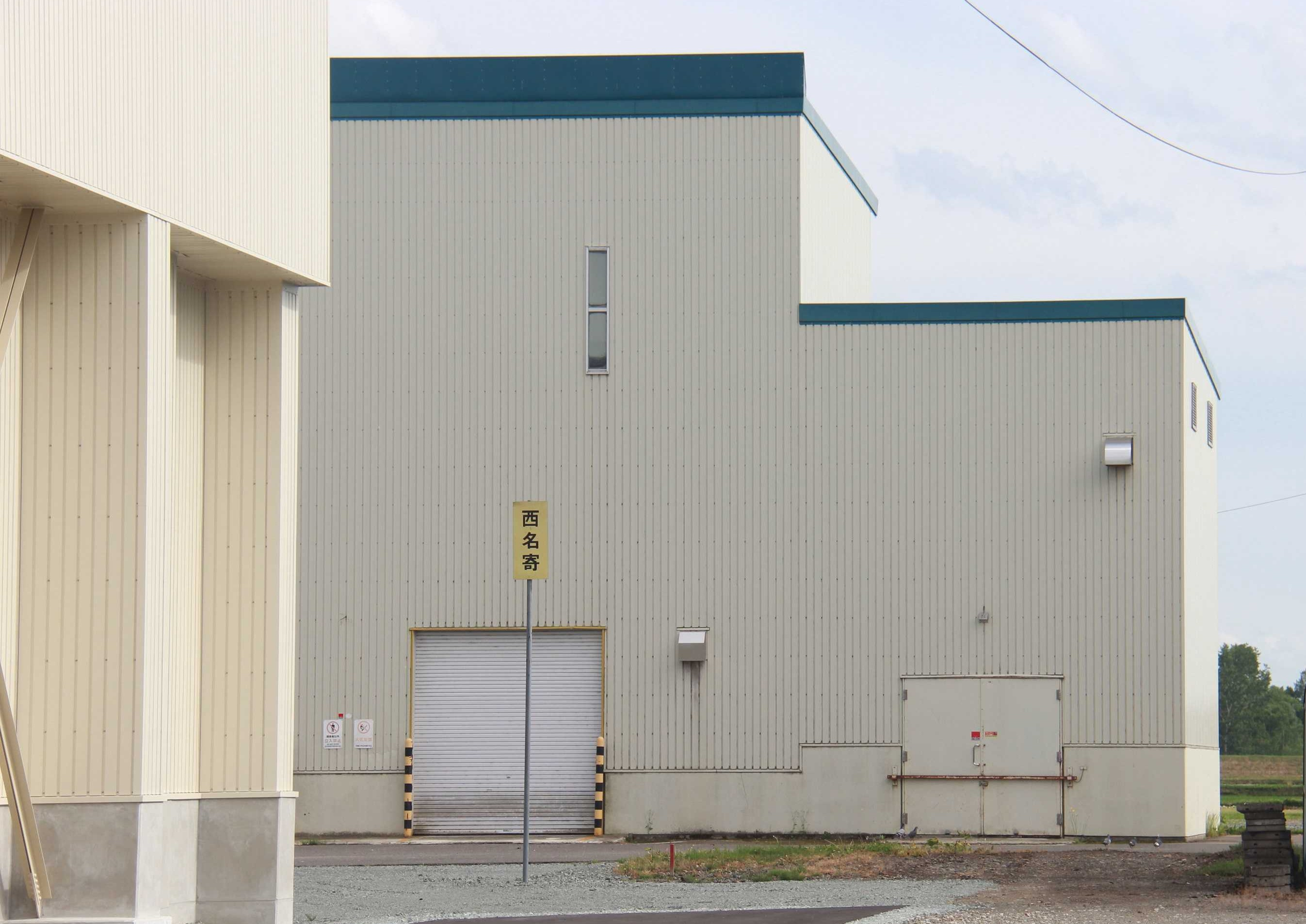
西名寄駅の停車場接近標識が残っている（2025年6月22日撮影）

2000年（平成12年）時点では全ての施設が撤去されて既に整地され、2011年（平成23年）時点では駅跡地に「上川ライスターミナル」の物流センター倉庫が建築されており、倉庫の前に停車場接近標識が立っている。物流センター敷地内に道北なよろ農協の米低温貯蔵施設が2025年（令和7年）3月に完成した。貯蔵施設の工事期間中、接近標識は一時的に撤去されたが、施設完成後は現存している。また、駅名標のレプリカが天塩弥生駅の駅名標と共に名寄市の「名寄市北国博物館」に、キマロキ編成とともに保存されている。

## 隣の駅
北海道旅客鉄道
深名線
天塩弥生駅 - 西名寄駅 - 名寄駅